# Vulnérabilité dans le parcours de vie
Pour les articles homonymes, voir Vulnérabilité.
La vulnérabilité dans le parcours de vie est un manque de ressources dans un ou plusieurs domaines de la vie, qui place des individus ou des groupes face à un risque majeur de ressentir des conséquences négatives liées à des sources de stress, l’incapacité de faire face efficacement à ces sources de stress et l’incapacité de se remettre des sources de stress ou de bénéficier d’opportunités dans un temps donné.
La vulnérabilité dans le parcours de vie se distingue des notions de vulnérabilité psychologique et de vulnérabilité sociale dans le sens qu'elle peut englober ces deux aspects dans une vision plus holistique et systémique de l'être humain. C'est cette vision que développe la perspective du parcours de vie, à l'intersection de différentes disciplines des sciences sociales comme la sociologie, la psychologie, la psychologie sociale, la démographie, l'économie et la statistique.

## Champs d'application
L'approche des parcours de vie met en perspective l'apparition de la vulnérabilité à travers plusieurs domaines de la vie, tels que la résidence (lieu de vie, pays, ville, quartier, logement), les relations sociales et affectives (famille, amis, réseau), l'activité (formation, travail, loisirs, bénévolat), la santé et le bien-être (physiques et psychiques), et les institutions (structure sociale, cadre légal, services publics).
La vulnérabilité dans le parcours de vie est souvent associée à la survenue d'événements non-normatifs, c'est-à-dire non attendus et non souhaités, tels que problèmes familiaux ou professionnels, accidents ou maladies graves. Elle peut également apparaître lors de moments de transition (quand on change de rôle social, par exemple devenir parent, intégrer ou quitter le monde professionnel, prendre sa retraite, etc.). En général, la vulnérabilité est liée à un manque de ressources qui peuvent être économiques, sociales, culturelles, physiques, psychologiques, institutionnelles.
La vulnérabilité dans le parcours de vie peut être rapprochée de la précarité économique, de l'exclusion sociale et de l'isolement, mais cette notion possède en plus une forte composante psychologique.
L'étude de la vulnérabilité dans le parcours de vie permet également de s'intéresser à la résilience, c'est-à-dire aux possibilités de surmonter les difficultés.

## Approche théorique
Pour étudier la vulnérabilité dans le parcours de vie, Dario Spini, Laura Bernardi et Michel Oris proposent de prendre en considération trois axes d'analyse. Cette approche est développée au sein d'un Pôle de recherche national en Suisse, le PRN LIVES - Surmonter la vulnérabilité: Perspective du parcours de vie.
Le premier axe s'intéresse au caractère « multidimensionnel  » de la vulnérabilité et aux effets de contagions entre plusieurs sphères de la vie (travail, famille, santé, etc.). Les ressources développées ou manquantes dans un domaine de vie peuvent compenser ou affecter un autre domaine.
Le deuxième axe concerne le caractère « multi-niveaux » de la vulnérabilité: le niveau intra-individuel (dispositions génétiques, biologiques et psychologiques), le niveau individuel (événements et phases du parcours de vie) et le niveau supra-individuel (groupe social, structures sociales, normes, contexte économique, etc.). La vulnérabilité dans le parcours de vie est ici liée à des dynamiques et effets de contagion entre les différents niveaux.
Le troisième axe, appelé « multidirectionnel », concerne le passage du temps. On est ici non seulement attentif aux phases, événements et transitions du parcours de vie, mais également à sa « biographisation », c'est-à-dire à la manière dont les individus donnent sens rétrospectivement à leur trajectoire. Il est aussi question de reproduction sociale et d'héritabilité des caractéristiques sociales.
Ces trois axes font largement écho au concept d'accumulation des désavantages, développé dans le cadre de la gérontologie, et aux cinq principes du parcours de vie: temps historique et lieu, temporalité des événements de la vie, vies liées, développement tout au long de la vie, capacité d'agir.